# فرشته روشن
فرشته روشن (به انگلیسی: Bright Angel) فیلمی محصول سال ۱۹۹۰ و به کارگردانی مایکل فیلدس است. در این فیلم بازیگرانی همچون درموت مالرونی، لیلی تیلور، ولری پرین، بیل پولمن، مری کی پلیس، برت یانگ، سم شپرد، بنجامین برت، دلروی لیندو، ویل پاتون و شیلا مک‌کارتی ایفای نقش کرده‌اند.